# 5e division de chars lourds
« 63e division de cavalerie » et « 12e division mécanisée (Union soviétique) » redirigent ici. Pour les autres significations, voir 63e division et 12e division.
Pour les articles homonymes, voir 5e division.
La 5e division de chars lourds (russe : 5-я тяжёлая танковая дивизия) est une unité militaire de l'Armée de terre soviétique pendant la Guerre froide, dissoute en 1960.
Elle est l'héritière de la 63e division de cavalerie (russe : 63-я кавалерийская дивизия) de la Seconde Guerre mondiale. Après avoir combattu avec le 5e corps de cavalerie de la Garde, elle est renommée à l'été 1945 12e division mécanisée (russe : 12-я механизированная дивизия). Elle prend son nom définitif en 1957.

## Historique
La formation de la 63e division de cavalerie commence le 22 août 1941 dans le district militaire d'Asie centrale (en). Elle est rattachée à partir de décembre 1941 au 4e corps de cavalerie (en), toujours en Asie centrale. Elle rejoint les opérations actives en mai 1941, avec la 46e armée du front transcaucasien. Le 1er novembre 1942, il est passé à la 44e armée du même front. 
À partir de fin novembre 1941 et jusqu'à la fin de la guerre, la division fait partie du 5e corps de cavalerie de la Garde. Elle reçoit le titre honorifique « de Korsoun » (russe : Корсунская) pour sa participation à la bataille de Tcherkassy. Le 15 septembre 1944, la division est décorée de l'ordre du Drapeau rouge.
En juillet-août 1945, la division est renommée 12e division mécanisée. Elle quitte Ploiesti et part en garnison à Ossipovitchi, dans le district militaire biélorusse (en), où elle est rattachée à la 5e armée mécanisée de la Garde. La 12e division mécanisée est formée des 10e, 13e et 14e régiments mécanisés et du 34e régiment de chars de la Garde. Le 78e régiment de chars, formé en juin 1945 et rattaché en novembre à la division, passe en février 1947 à la 201e division de fusiliers,. D'octobre 1946 à octobre 1948, la 5e armée mécanisée de la Garde est réduite à la taille d'une division, et la 12e division mécanisée est réduite sur cette même période à la taille d'un régiment. La division est ensuite renforcée par le 129e régiment de chars, créé en 1949.
Le 20 mai 1957, la division est transformée en 5e division de chars lourds,. Elle est constituée du 34e régiment de chars de la Garde, du 129e régiment de chars et du 266e régiment de chars. Ce dernier est formé à partir du 10e régiment mécanisé, les deux autres anciens régiments mécanisés sont dissous. En parallèle, la 5e armée mécanisée de la Garde dont fait partie la division est renommée 5e armée de chars de la Garde,.
La division est dissoute le 23 mars 1960.